# Bernhard Frese
Bernhard Frese († 25. Dezember 1688 in Lübeck) war ein Bürgermeister der Hansestadt Lübeck.
Bernhard Frese wurde 1666, im Jahr nach dem Kassarezess, zum Lübecker Ratsherrn gewählt. 1685 wurde er im Rat zum Lübecker Bürgermeister bestimmt.
Eine Tochter heiratete den Juristen und Lübecker Domherrn Heinrich von Focke; eine weitere, Elisabeth, den Gottorfer Generalsuperintendenten Sebastian Niemann.